# Saint-Pierre-d'Amilly
Pour les articles homonymes, voir Saint-Pierre.
Saint-Pierre-d'Amilly est une commune du sud-ouest de la France, située dans le département de la Charente-Maritime (région Nouvelle-Aquitaine). Ses habitants sont appelés les Pierritains ou Pierramilliens et les Pierritaines ou Pierramilliennes .

## Géographie

### Localisation et accès
La commune se trouve à l'extrême nord-est du département de la Charente-Maritime ; elle est limitrophe des Deux-Sèvres et située à 3 km du village de Mauzé-sur-le-Mignon, à 10 km de Surgères, son chef-lieu de canton.

### Communes limitrophes
|                       | Cramchaban            |                                   |
| Benon                 | Saint-Pierre-d'Amilly | Mauzé-sur-le-Mignon (Deux-Sèvres) |
| Saint-Georges-du-Bois |                       | Saint-Saturnin-du-Bois            |

## Urbanisme

### Typologie
Au 1er janvier 2024, Saint-Pierre-d'Amilly est catégorisée commune rurale à habitat dispersé, selon la nouvelle grille communale de densité à 7 niveaux définie par l'Insee en 2022.
Elle est située hors unité urbaine et hors attraction des villes,.

### Occupation des sols
L'occupation des sols de la commune, telle qu'elle ressort de la base de données européenne d’occupation biophysique des sols Corine Land Cover (CLC), est marquée par l'importance des territoires agricoles (87,2 % en 2018), en augmentation par rapport à 1990 (86 %). La répartition détaillée en 2018 est la suivante : 
terres arables (80,2 %), forêts (9,1 %), zones agricoles hétérogènes (6,4 %), zones urbanisées (1,9 %), zones industrielles ou commerciales et réseaux de communication (1,9 %), prairies (0,5 %). L'évolution de l’occupation des sols de la commune et de ses infrastructures peut être observée sur les différentes représentations cartographiques du territoire : la carte de Cassini (XVIIIe siècle), la carte d'état-major (1820-1866) et les cartes ou photos aériennes de l'IGN pour la période actuelle (1950 à aujourd'hui).

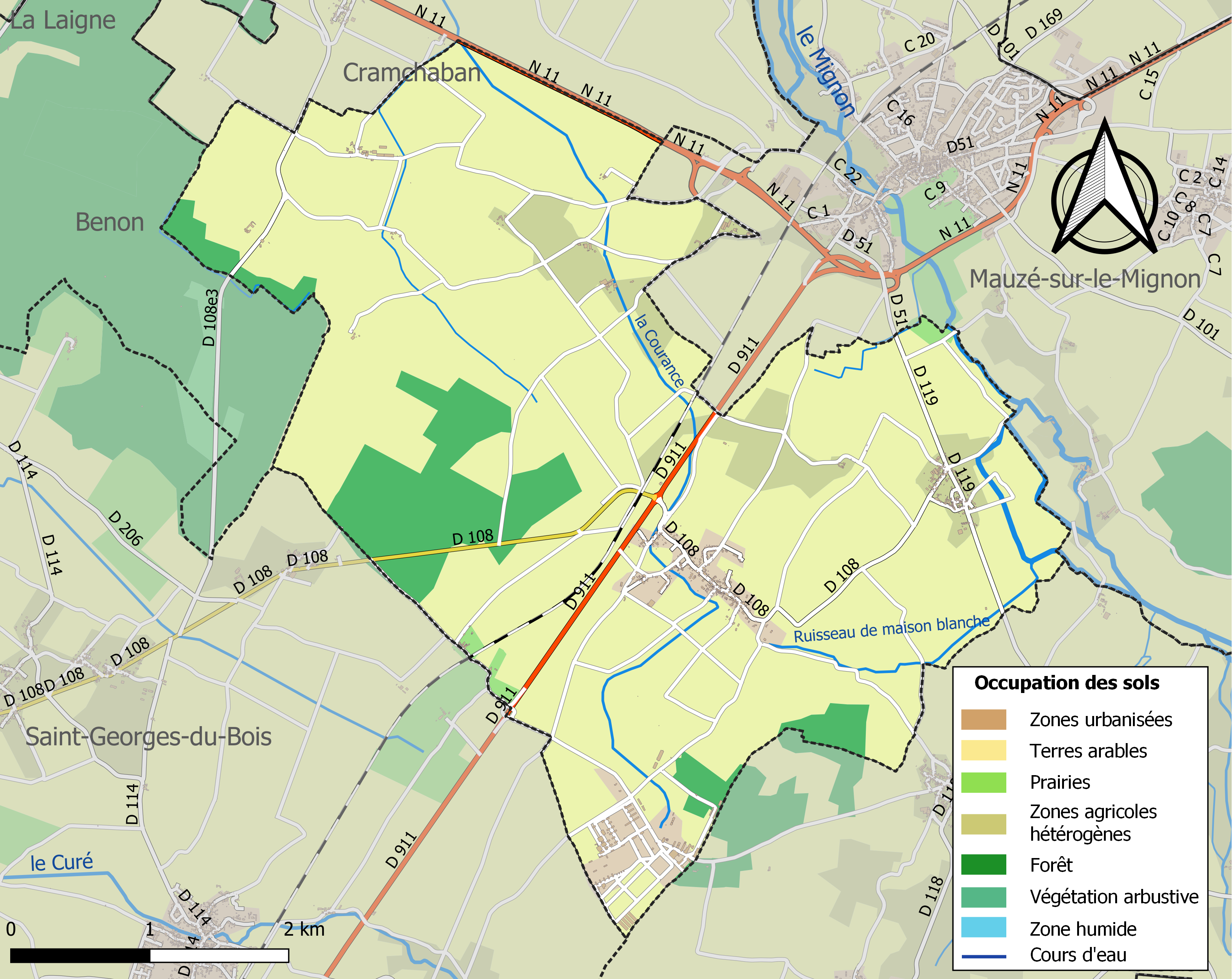
Carte des infrastructures et de l'occupation des sols de la commune en 2018 (CLC).

### Risques majeurs
Le territoire de la commune de Saint-Pierre-d'Amilly est vulnérable à différents aléas naturels : météorologiques (tempête, orage, neige, grand froid, canicule ou sécheresse), inondations, mouvements de terrains et séisme (sismicité modérée). Il est également exposé à un risque technologique,  le transport de matières dangereuses. Un site publié par le BRGM permet d'évaluer simplement et rapidement les risques d'un bien localisé soit par son adresse soit par le numéro de sa parcelle.

#### Risques naturels
Certaines parties du territoire communal sont susceptibles d’être affectées par le risque d’inondation par débordement de cours d'eau, notamment le Mignon. La commune a été reconnue en état de catastrophe naturelle au titre des dommages causés par les inondations et coulées de boue survenues en 1982, 1983, 1999 et 2010,.

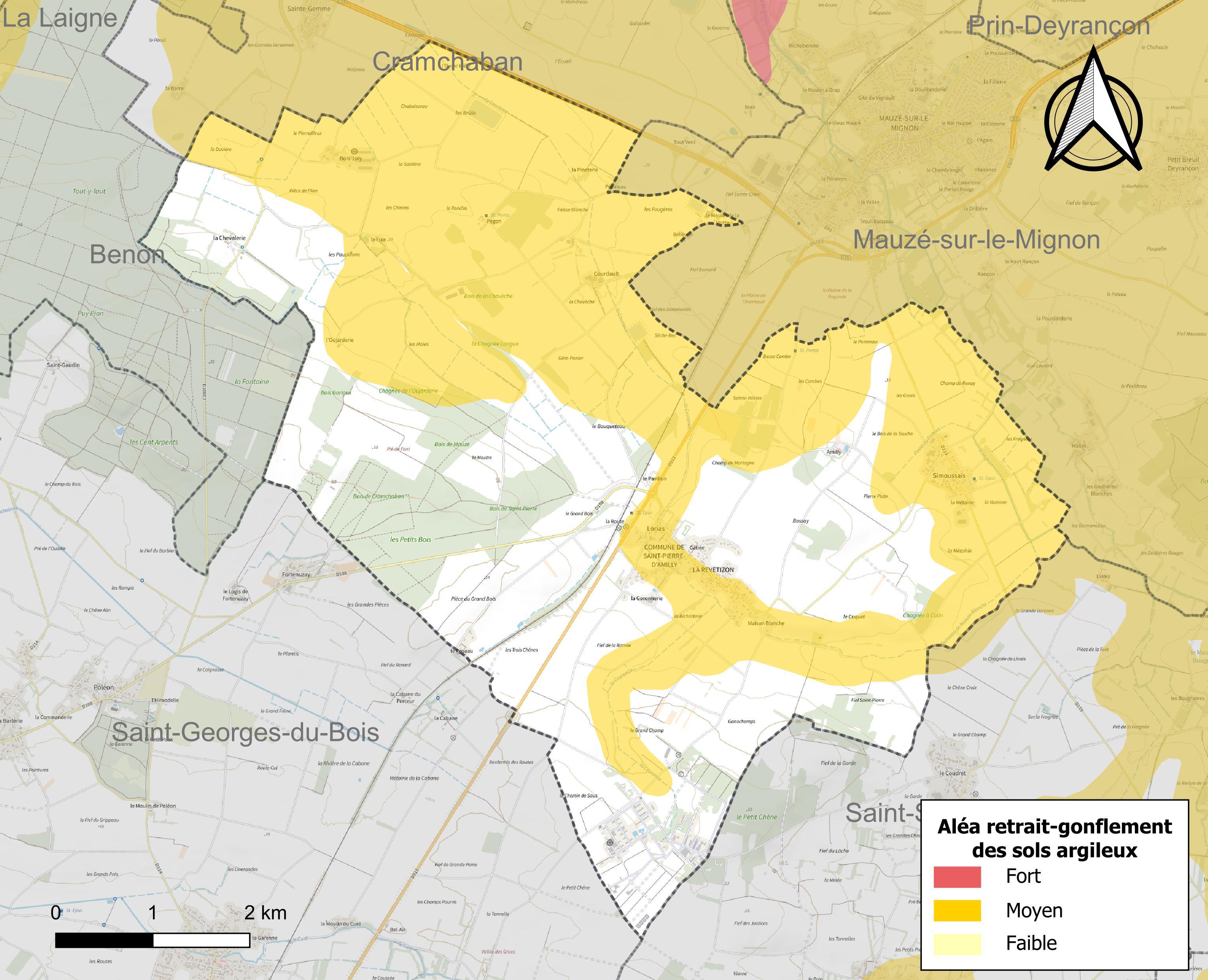
Carte des zones d'aléa retrait-gonflement des sols argileux de Saint-Pierre-d'Amilly.

Les mouvements de terrains susceptibles de se produire sur la commune sont des tassements différentiels.
Le retrait-gonflement des sols argileux est susceptible d'engendrer des dommages importants aux bâtiments en cas d’alternance de périodes de sécheresse et de pluie. 52,7 % de la superficie communale est en aléa moyen ou fort (54,2 % au niveau départemental et 48,5 % au niveau national). Sur les 256 bâtiments dénombrés sur la commune en 2019,  193 sont en aléa moyen ou fort, soit 75 %, à comparer aux 57 % au niveau départemental et 54 % au niveau national. Une cartographie de l'exposition du territoire national au retrait gonflement des sols argileux est disponible sur le site du BRGM,.
Par ailleurs, afin de mieux appréhender le risque d’affaissement de terrain, l'inventaire national des cavités souterraines permet de localiser celles situées sur la commune.
Concernant les mouvements de terrains, la commune a été reconnue en état de catastrophe naturelle au titre des dommages causés par des mouvements de terrain en 1983, 1999 et 2010.

#### Risques technologiques
Le risque de transport de matières dangereuses sur la commune est lié à sa traversée par une ou des infrastructures routières ou ferroviaires importantes ou la présence d'une canalisation de transport d'hydrocarbures. Un accident se produisant sur de telles infrastructures est susceptible d’avoir des effets graves sur les biens, les personnes ou l'environnement, selon la nature du matériau transporté. Des dispositions d’urbanisme peuvent être préconisées en conséquence.

## Toponymie
Le nom de la commune a pour origine la référence à saint Pierre, à qui la paroisse avait été dédiée. La seconde partie est issue d'un anthroponyme gallo-romain, suivi du suffixe -acum.

## Histoire
Par ordonnance du 28 décembre 1825, la commune de Courdault est supprimée et rattachée à celle de Saint-Pierre-d'Amilly.

## Administration
Sous la Révolution, la commune prend le nom d'Amilly.

### Liste des maires
| Période                                  | Période  | Identité       | Étiquette | Qualité                     |
| ---------------------------------------- | -------- | -------------- | --------- | --------------------------- |
| avant 1988                               | ?        | André Cheveaux |           |                             |
|                                          |          | Roger Larelle  |           |                             |
| 2001                                     | 2014     | Nadette Durand |           |                             |
| 2014                                     | 2020     | Fanny Bastel   |           | Salariée du secteur médical |
| 2020                                     | En cours | Philippe Bodet |           |                             |
| Les données manquantes sont à compléter. |          |                |           |                             |

## Démographie

### Évolution démographique
L'évolution du nombre d'habitants est connue à travers les recensements de la population effectués dans la commune depuis 1793. Pour les communes de moins de 10 000 habitants, une enquête de recensement portant sur toute la population est réalisée tous les cinq ans, les populations de référence des années intermédiaires étant quant à elles estimées par interpolation ou extrapolation. Pour la commune, le premier recensement exhaustif entrant dans le cadre du nouveau dispositif a été réalisé en 2008.

En 2022, la commune comptait 564 habitants, en évolution de +7,63 % par rapport à 2016 (Charente-Maritime : +4,04 %, France hors Mayotte : +2,11 %).
| 1793 | 1800 | 1806 | 1821 | 1831 | 1836 | 1841 | 1846 | 1851 |
| ---- | ---- | ---- | ---- | ---- | ---- | ---- | ---- | ---- |
| 375  | 365  | 407  | 452  | 589  | 566  | 580  | 590  | 545  |

| 1856 | 1861 | 1866 | 1872 | 1876 | 1881 | 1886 | 1891 | 1896 |
| ---- | ---- | ---- | ---- | ---- | ---- | ---- | ---- | ---- |
| 579  | 612  | 595  | 570  | 592  | 589  | 534  | 533  | 549  |

| 1901 | 1906 | 1911 | 1921 | 1926 | 1931 | 1936 | 1946 | 1954 |
| ---- | ---- | ---- | ---- | ---- | ---- | ---- | ---- | ---- |
| 522  | 533  | 506  | 428  | 411  | 395  | 396  | 364  | 373  |

| 1962 | 1968 | 1975 | 1982 | 1990 | 1999 | 2006 | 2008 | 2013 |
| ---- | ---- | ---- | ---- | ---- | ---- | ---- | ---- | ---- |
| 412  | 414  | 366  | 390  | 409  | 386  | 428  | 440  | 517  |

| 2018 | 2022 | - | - | - | - | - | - | - |
| ---- | ---- | - | - | - | - | - | - | - |
| 533  | 564  | - | - | - | - | - | - | - |

## Économie
La commune abrite un établissement d'INRAE, le site du Magneraud spécialisé dans l'élevage (aviculture, héliciculture, apiculture). Ce site accueille aussi une implantation du GEVES qui travaille sur l'homologation des nouvelles variétés végétales, il collabore aussi avec ARVALIS - Institut du végétal.

## Lieux et monuments

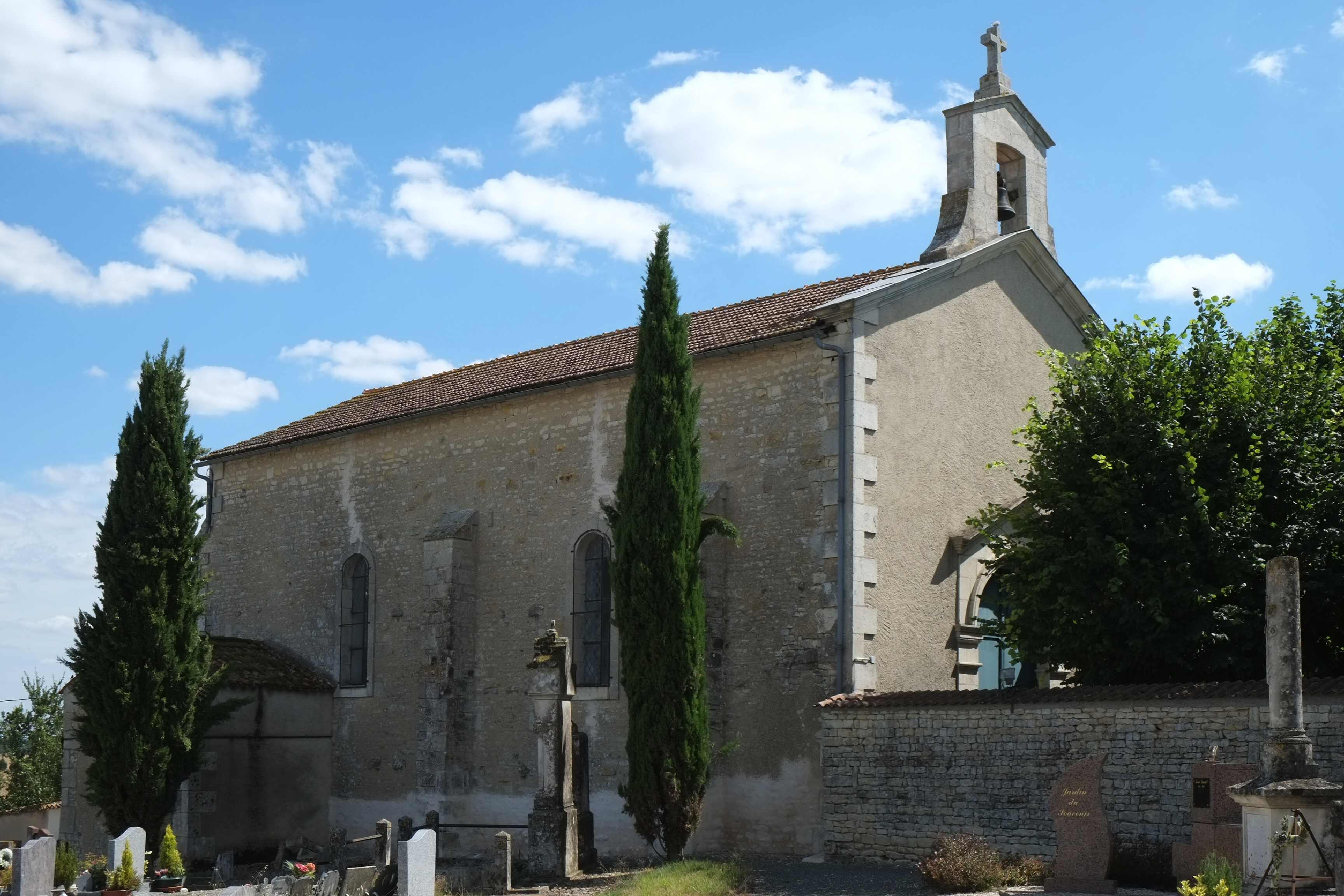
L'église Saint-Pierre.

- L'église Saint-Pierre a été construite en calcaire et en crépi en 1871, pour remplacer deux églises plus anciennes, détruites par les guerres ayant ravagé la région[21].
- La commune comporte aussi un monument aux morts, à proximité de l'église Saint-Pierre.